# Bajorországi Szent Konrád
Bajorországi Szent Konrád (Ravensburg, 1105 körül – Modugno, 1154. március 17.) ciszterci szerzetes, Molfetta védőszentje.
A Fekete Henriknek nevezett IX. Henrik bajor herceg fiaként született. Először a közeli Martinsberg szerzetesei tanították. 1126-tól kezdve a kölni érsek pártfogása alatt Kölnben teológiai tanulmányokat folytatott. Amikor 1147 elején Clairvaux-i Szent Bernát Kölnben tartózkodott, Konrád is hatása alá került. Egy ideig Clairvaux-ban tartózkodott, majd Bernát engedélyével a Szentföldre utazott, hogy ott települjön le, de betegsége miatt 1153-ban vissza kellett térnie. A hazaút során Modugnóban hunyt el, ereklyéit a molfettai székesegyházban őrzik.
A molfettaiak már a középkorban szentként tisztelték, de hivatalosan XVI. Gergely pápa avatta szentté 1832. április 7-én.
Ünnepét február 9-én / február 14-én tartják.